# Zodiac (песма)
Zodiac је летњи сингл српске певачице Индире Радић. Снимљен је 2012. године, а певачица ју је премијерно извела 30. јула исте године на београдском сплаву River. Амерички музички портал Europop објавио је чланак, у коме хвали певачицин нови изглед, и комбиновање Индириног начина певања са модерним звуком, а песму најављује као Индирин велики повратак на сцену након неславне Марије.

## Спот
У споту који је постављен на Јутјуб дан након промоције песме, појављују се отелотворени сви хороскопски знаци, који заједно са људима играју у дискотеци на отвореном.